# 삼조
삼조(三曹)는 패국 초현 조씨 가문에 문재가 뛰어난 세 사람인 조조, 조비, 조식을 가리킨다. 건안칠자와 함께 삼조칠자로 불린다.

## 같이 보기
- 조조
- 조비
- 조식